# Notger von Lüttich

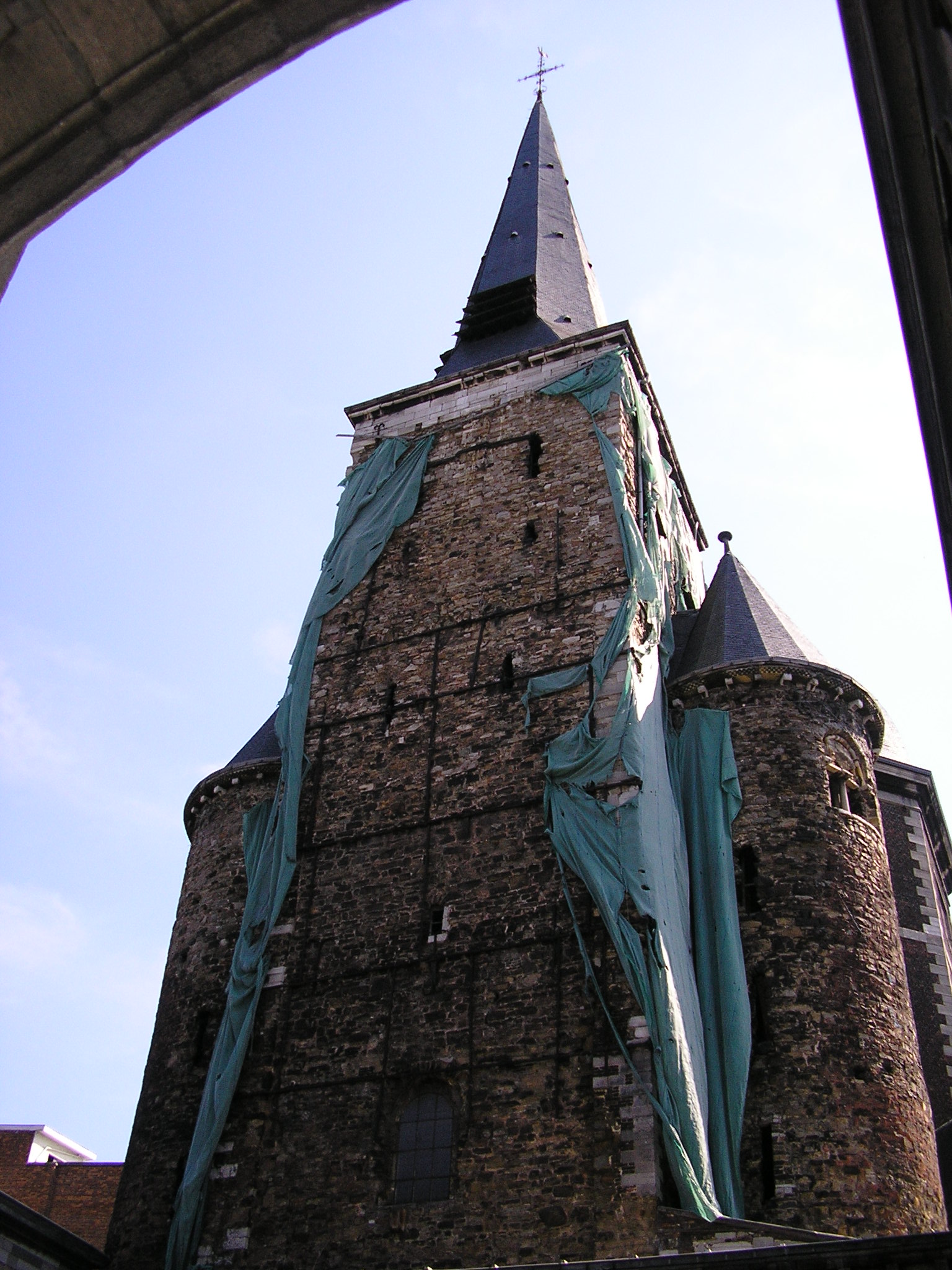
St. Jean, Lüttich. Westwerk

Notker (auch Notger; † 10. April 1008 in Lüttich) war von 972 bis 1008 Bischof von Lüttich.
Notger galt als hervorragender Verwalter seiner Diözese und als Förderer der Schulen, und er genoss bei den Kaisern und Päpsten seiner Zeit hohes Ansehen.
Er wurde in der während seiner Amtszeit erbauten Kirche St. Jean zu Lüttich begraben. Notger wurde seliggesprochen; seine Gedenktage sind der 9. und 10. April.
Johannes Fried hält Notger von Lüttich, nicht Johannes Canaparius, für den Autor der Vita sancti Adalberti episcopi Pragensis über das Leben des Heiligen Adalbert von Prag (entstanden um 1000). In diesem Werk wird zum ersten Mal die Stadt Danzig erwähnt, unter dem Namen „urbs Gyddanyzc“.